# Jan Tomicki (zm. 1575)
Jan Tomicki herbu Łodzia (ur. 1519/1520, zm. 1575) – polski szlachcic, podkomorzy kaliski, kasztelan rogoziński, kasztelan gnieźnieński, senator RP.
Trzeci syn Mikołaja i Anny Lisewskiej herbu Pomian (córki Mikołaja z Lisewo w pow. kruszwickim). Młodość spędził na dworze swego stryja Piotra Tomickiego, biskupa krakowskiego i podkanclerza koronnego, i przez niego został posłany na studia do Włoch, gdzie studiował prawo.
Z żony, którą poślubił w 1551 r., Zofii Oporowskiej herbu Sulima (zm. 1585/1595), córki Mikołaja kasztelana wieluńskiego, miał trzy córki i czterech synów. Jego bratanicą stryjeczną (chociaż byli mniej więcej w tym samym wieku) była Katarzyna Tomicka z Iwna, córka Jana podkomorzego kaliskiego, która wyszła za mąż za księcia Mikołaja V Radziwiłła zw. Rudym h. Trąby, brata rodzonego Barbary Radziwiłł, żony króla Zygmunta Augusta.

## Życiorys

### Rys postaci
Kariera polityczna Tomickiego zaczęła się około 1549 r., gdy otrzymał urząd podkomorzego kaliskiego po swoim zmarłym bracie przyrodnim stryjecznym Janie Tomickim z Iwna. Przed 1549 r. był starostą kościańskim, od 1549 r. podkomorzym kaliskim, od 1553 r. kasztelanem rogozińskim, od 1564 r. kasztelanem gnieźnieńskim. Zasiadał w senacie RP na piątym krześle przeznaczonym dla kasztelanów po kasztelanie wojnickim. Od 1572 r. wraz z Piotrem Zborowskim był zarządcą skarbca królewskiego w Tykocinie.
W 1573 r. kandydat do tronu Rzeczypospolitej wysunięty przez ogół posłów, jednak Tomicki zrezygnował z tej propozycji na rzecz potomka z linii królewskiej, jakim była boczna linia Piastów. Był gorącym zwolennikiem wyboru Polaka na tron Polski. W 1573 roku potwierdził elekcję Henryka III Walezego na króla Polski. W 1573 r. współautor tzw. artykułów henrycjańskich, które określały zakres władzy królewskiej i gwarantowały utrzymanie rządów demokracji szlacheckiej łącznie z tolerancją religijną w Polsce.
W 1574 r. stanął na czele pierwszej komisji sejmowej do spraw zbrodni popełnionych przeciwko Rzeczypospolitej, co było ewenementem w ówczesnej rzeczywistości Pod koniec życia otrzymał nominację na urząd wojewody poznańskiego, lecz jej nie przyjął.
Tomicki był przedstawicielem ruchu egzekucyjnego (program swój postępowa szlachta nazwała „egzekucją praw”) w Polsce, obok takich jak: Mikołaj Sienicki marszałek izby poselskiej, Jan Tarnowski hetman wielki, Jan Łaski bratanek prymasa, Mikołaj Oleśnicki oraz Łukasz Górka i inni. Program reform tego ruchu obejmował między innymi:
- odebrania możnowładcom rozdanych lub zastawionych przez Króla (bez zgody sejmu) posiadłości po roku 1504,
- zakazu łączenia kilku urzędów w jednym ręku oraz reformy skarbu i monety,
- stałej armii zaciężnej, utrzymywanej z dóbr odebranych możnowładcom,
- opodatkowania duchowieństwa i tolerancji religijnej,
- wzmocnienia władzy centralnej i ściślejszej unii polsko-litewskiej,
- reformy sądownictwa i kodyfikacji prawa,
- skasowania sądów kościelnych i jurysdykcji starościńskiej.

Początkowo kierowniczą rolę w reformacji polskiej odgrywała Wielkopolska z Tomickim na czele, który porzucił katolicyzm i najpierw opowiedział się po stronie Braci Czeskich, potem przeszedł na kalwinizm i wreszcie przeszedł na luteranizm. Lecz najstarszy syn Tomickiego, Mikołaj został księdzem katolickim i przed śmiercią Jan Tomicki pod wpływem syna ponownie powrócił na łono kościoła katolickiego.
Był jednym z bogatszych magnatów w Rzeczypospolitej, posiadając takie dobra jak (w tym odziedziczone po stryju i bracie):
- miasta Wieruszów, Baranów (siedziba rodowa z pałacem), Kępno, Obrzycko,
- wsie Chojne, Bobrowniki, Strońsko, Zagurzyce, Stoczki, Wichutki, Zeglinna, Bartochow, Niedzwene, Bielanka, Rzetnia w pow. sieradzkim, Zagorzice, Stronsko w pow. szadkowskim, Janiszewo, Glowi, Ruda w pow. konińskim, Kraskowi, Grembanin, Świba, Mirków, Chobanin, Milanowice, Jutrków, Dobrzygoszcz, Biała Łęka w pow. wieluńskim i ostrzeszowskim oraz rodowe Tomice, Rybojedzko, Mirosławki, Zborowo, Wronczyn i inne koło Poznania.

### Pierwsze lata działalności
Według Niesieckiego przed 1539 r. król Zygmunt I Stary pożyczył na potrzeby publiczne Królestwa 660 grzywien od braci Stanisława i Jana Tomickich. W zamian, do momentu zwrotu pożyczki, zapisał im wieś Grabowo w powiecie pyzdrskim.
Na poczet urzędu starosty kościańskiego, na mocy przywileju Zygmunta II Augusta z 1549 r., Tomicki otrzymał ziemię wójtowską w Kurzej Górze koło Kościana. Około 1548–1549 Tomicki otrzymał zadanie wytępienia luteranizmu z miasta Kościan i najbliższej okolicy. Zadanie to miało umocowanie prawne w postaci dawnego edyktu wydanego na sejmie piotrkowskim w 1524 r. W tej akcji miał uczestniczyć Tomicki jako starosta kościański, Rada Miejska oraz okoliczna szlachta. Jednak Tomicki, znany z ugodowego nastawienia do innowierców i tolerancji religijnej, nie chciał, a w rezultacie nie wcielił w życie tego edyktu królewskiego na swoim terenie. Tym czynem zyskał ogromną popularność, zwłaszcza wśród szlachty luterańskiej.
W 1551 r. Tomicki pojął za żonę Zofię Oporowską, córkę Mikołaja i Anny z Wieruszowskich h. Niesobia. Ojciec Zofii, Mikołaj Oporowski herbu Sulima, syn Andrzeja i Anny de Kościelecka, był od 1520 r. łowczym sieradzkim, a od 1530 r. podkomorzym wieluńskim oraz od 1534 r. kasztelanem wieluńskim. Mikołaj Oporowski pochodził z Oporowa w powiecie łęczyckim i był dziedzicem miasta Wieruszów i Baranowa oraz okolicznych wsi. Trzeba tutaj zaznaczyć, że w 2. połowie XVI wieku nagle upadła świetność majątkowa rodziny Oporowskich, a zubożenia tego dokonał niejaki Falęcki, kasztelan rozpirski, zagarnąwszy małoletnim dziedzicom majątki ziemskie i sumy pieniężne. Później je odzyskał Jan Tomicki.
W 1553 r. Jan Tomicki brał udział w uroczystym wjeździe Katarzyny Austriaczki do Krakowa, o czym wspomina Niesiecki słowami między senatorami pierwszy jechał.
W latach 1549–1553 Tomicki stał się jednym z najbardziej zagorzałych zwolenników reformy religijnej w Polsce. Zapewne wówczas w rodowym kościele parafialnym w Tomicach koło Poznania wygonił księdza katolickiego i urządził tam zbór, do którego sprowadził Braci Czeskich (radykalny odłam husytów prześladowanych w Czechach i Morawach) oraz najgłośniejszych w ówczesnym czasie heretyckich kaznodziei. Podobny zbór Tomicki utworzył po 1556 r. w mieście Wieruszew. Zaczął sprowadzać księgi luterskie, zwłaszcza z Wittenbergi, i rozprowadzać je w Poznaniu i w całej Wielkopolsce, jak również występował w obronie dysydentów. Te zasługi dla ruchu różnowierczego spowodowały, że synod Jednoty Brackiej w 1560 t. wybrał Tomickiego na jednego z dziewięciu świeckich seniorów (sędziów).

### Zwolennik reformacji
W latach 1552–1553 Tomicki brał udział w obradach Sejmu RP, gdzie dał się poznać jako gorliwy zwolennik egzekucji praw i przeciwnik sądownictwa kościelnego. Po zaciętych walkach Tomicki wraz ze swoim stronnictwem egzekucyjnym przeforsował w 1552 r. uchwałę o czasowe zawieszenie jurysdykcji duchownej. Był to pierwszy większy sukces tego stronnictwa. Takie przekonania Tomickiego doprowadziły go do tego, że później w 1557 r. wraz z Janem de Ostroróg i Łukaszem de Jankowski oraz kilkoma mieszczanami zostali oskarżeni przez sąd kapitulny o herezję i wezwani do stawienia się przed jego obliczem. Tomicki wraz z towarzyszami przybył zbrojnie na ten sąd i do rozprawy z wiadomych przyczyn nie doszło.
W 1554 r. Jan Tomicki wraz Łukaszem Górką, Jakubem Ostrorogiem i ze swoją zbrojną szlachtą uprowadzili z ratusza w Poznaniu kilku mieszczan skazanych za kacerstwo i uniemożliwili wykonania na nich kary śmierci. Broniąc swych współwyznawców niższego urodzenia, szlachta walczyła o własne prawa, uważając wyroki sądów biskupich za zamach na wolność szlachecką. Domagała się ich skasowania, co osiągnięto na sejmie 1562–1563 r., w czym duży udział miał Tomicki. O wyrobieniu politycznym i popularności przywódców tego ruchu świadczy fakt, że często szlachta wybierała ich na sejmikach jako posłów do Sejmu Walnego.
W 1556 r. Tomicki założył zbór luterański oraz szkołę w Wieruszewie. Zbór przetrwał do 1600 r., gdy wdowa po Piotrze Tomickim, kasztelanie nakielskim, synu Jana Tomickiego, przekazała go Kościołowi katolickiemu. Z tym zborem związana jest również działalność dwóch znanych kaznodziejów polskiej reformacji: w latach 80. XVI wieku kaznodzieją był tu Jan Turnowski, a przez trzy lata ministrem zboru był Maciej Rybiński, studiujący w Heidelbergu.

### Działalność na polu gospodarczym
W 1562 r. hrabia Stanisław Górka, starosta kolski, wydzierżawił Janowi Tomickiemu, kasztelanowi rogozińskiemu, całe części dziedziczne, które nabył od Katarzyny Oporowskiej, żony Wacława Zaremby z Kalinowy, czyli miasto Wieruszów (łącznie z zamkiem) i Baranów (później Tomicki wybudował tu swój pałac) i wsie:
- osiadłe: Kraskowi (dziś Krążkowy), Grembanin, Świba, Mirków, Chobanin, Podzamcze (dziś część Wieruszowa),
- pustkowia: Grembanin M. (dziś Grębanin), Milanowice (dziś Mianowice), Jutrków, Dobrzygoszcz (Dobrygość koło Biadaszki nad Prosną), Biała Łęka (dziś Łęka Opatowska) w pow. wieluńskim i ostrzeszowskim[8].

W 1563 r. Tomicki wyżej wymienione dobra, uprzednio dzierżawione zapewne z praw należnych jego żonie Zofii Oporowskiej do tych posiadłości (sprawa bezprawnego zagarnięcia przez Falęckiego), przejął na własność od tegoż hrabiego Stanisława de Górka. Te posiadłości później zwano kluczem Tomickich. W późniejszych latach Tomicki dokupił jeszcze inne wsie w tej okolicy takie jak:
- Dobrydział (koło Kużnicy), Zmyślona (dziś Zmyślona Słupska), Kużnica i Skakaw (dziś połączone Kużnica Skakawska) w pow. wieruszowskim.

W 1563 r. Jan Tomicki wszedł także w posiadanie miasta, a raczej zamku, Kępno (prawa miejskie otrzymało w 1661 r.), lecz nie wiadomo, w jaki sposób. Wiadomo tylko, że Tomiccy posiadali to miasto przez 39 lat do 1602 r.
Miasto Wieruszew było miastem szlacheckim i miało zapewne wówczas około: 500–570 mieszkańców, 50–70 budynków, 2 młyny i 15 żydowskich kramów. Do rodziny Tomickich to miasto i okoliczne wsie wspomniane powyżej należały przez około 122 lata (do 1684 r.) i było jednym z bardziej zadbanych ich majętności. To w wyniku działalności oświatowej Tomickich w mieście zlikwidowano analfabetyzm już w latach 80. tamtego stulecia. Tomiccy w dużym stopniu przyczynili się do rozwoju miasta. Sprowadzali rzemieślników, a w szczególności kowali i sukienników. Powstały cechy, takie jak rzeźników, piekarzy, szewców, kowali i sukienników, a oprócz tego rozwinęli browarnictwo. Tomiccy rozwinęli handel ze Śląskiem, przyczyniając się do powstania w mieście komory celnej, dzięki której sprowadzano bydło z Rusi na Śląsk, a ze Śląska – głównie z Wrocławia – różne towary do Polski. Odbywały się w mieście cotygodniowe targi i dwa jarmarki w roku. W mieście, oprócz kościoła w klasztorze paulinów, był ufundowany przez biskupa krakowskiego Piotra Tomickiego kościół parafialny pod wezwaniem św. Mikołaja. W 1696 r. spłonął, lecz został odbudowany przez plebana Turkiewicza i konsekrowany w 1730 r.
W 1578 r. synowie Jana Tomickiego podzielili ojcowiznę. Miasto Wieruszów przypadło Piotrowi. Nowy właściciel nie był już tak zagorzałym innowiercą, jak jego ojciec. Żona Piotra Tomickiego, czyli Anna Konopacka, była gorliwą katoliczką i po śmierci męża oddała kościół katolikom. Reformacja w Wieruszowie była więc tylko około 44-letnim epizodem, który nie pozostawił trwałych śladów w historii miasta. Po upadku zboru mieszkańcy miasta wrócili ponownie na łono Kościoła katolickiego. W ten sposób jeden z najgłośniejszych zborów w Polsce przestał istnieć. Po śmierci Piotra Wieruszów odziedziczyli jego synowie, czyli Krzysztof i Jan Tomiccy. Przypuszczalnie nie zawsze gospodarzyli tutaj sami, gdyż w 1639 r. dobra wieruszowskie dzierżawił Wacław Pakosławski. Po Tomickich około 1684 r. jedna część miasta dostała się w ręce Kazimierza de Zalewski, a Wieruszów wraz z resztą posiadłości wiejskich nabył Stanisław de Worszycki, wojewoda i kasztelan krakowski. Rządy ówczesnego właściciela dóbr wieruszowskich nie zaznaczyły się niczym szczególnym, gdyż przebywał on z dala od swego miasta.
Natomiast miasto Baranów koło Wieruszowa po wybudowaniu pałacu przez Tomickich, stało się na wiele lat reprezentacyjną siedzibą tego rodu. Wiadomo tylko, że to miasto było gniazdem rodowym Baranowskich h. Jastrzębiec. Tu urodził się Wojciech Baranowski, arcybiskup gnieźnieński, żyjący w 2. połowie XVI wieku i na początku XVII wieku, przyjaciel Jana Zamojskiego.

### Działalność na Sejmikach i w Sejmie
Poseł na sejm krakowski 1553 roku, sejm piotrkowski 1558/1559 roku z województwa poznańskiego i województwa kaliskiego.
Najbujniejsza działalność polityczna i publiczna Jana Tomickiego przypadła na lata 70. XVI w. W 1563 r. został obrany kasztelanem gnieźnieńskim i w tym roku przeszedł również na luteranizm.
W 1565 r. brał udział na Sejmie w Piotrkowie, gdzie domagał się zbierania pieniędzy na wojnę w drodze opodatkowania, a nie zastawu dóbr królewskich. Zabiegał tam również o jak najszybsze ułożenie się szlachty z duchowieństwem w sprawie dziesięciny.
W czasie bezkrólewia po śmierci króla Zygmunta II Augusta, Tomicki wraz z Łukaszem, wojewodą poznańskim, i Andrzejem, kasztelanem międzyrzeckim, Górkami w sierpniu i wrześniu 1572 r. był na zjazdach szlachty wielkopolskiej w Pyzdrach, Środzie i Bystrzycy i potem 15 września 1572 r. w Kole. Jan T. dał się tam poznać w szczególności jako obrońca swobody głosu prostego szlachcica na elekcji.
W dniu 25 października 1572 r. Tomicki przebywał na zjeździe szlachty wielkopolskiej i małopolskiej w Kaskach i tam wraz z Piotrem de Zborowskim, wojewodą sandomierskim, zostali wybrani jako delegaci do sejmu litewskiego, aby zaprosić posłów litewskich na wyznaczony dzień 6 lutego 1573 r. do Warszawy, na Sejm Walny w sprawie elekcji nowego króla. Natomiast w dniu 1 listopada 1572 r. Tomicki wraz z Piotrem Zborowskim został zarządcą nad skarbcem królewskim na zamku w Tykocinie. Do pomocy Tomickiemu i Zborowskiemu zostają przydzieleni Jan Chodkiewicz, starosta żmudzki, ojciec Jana Karola Chodkiewicza, oraz Ławryn Wojna, podskarbi Wielkiego Księstwa. Ci dwaj mieli się zająć ufortyfikowaniem zamku tykocińskiego w czasie pobytu Tomickiego i Zborowskiego na Litwie.
W styczniu 1573 r. Tomicki powrócił z Litwy i ze względu na swe prawnicze wykształcenie został wybrany przez Senat przewodniczącym specjalnej komisji, mającej opracować przepisy o obiorze króla i projektu artykułów, które król przed koronacją będzie musiał zaprzysiąc, czyli tzw. „artykuły Henrycjańskie”. W powstaniu tych artykułów Jan Tomicki i Mikołaj Sienicki odegrali tak istotną rolę, że byli wówczas, jak i później, postrzegani jako ich główni twórcy. Te artykuły opracowała komisja w składzie: Jan Tomicki, kasztelan gnieźnieński, Mikołaj Sienicki, podkomorzy chełmski, Hieronim Ossoliński, kasztelan sandomierski, Mikołaj Małachowski, kasztelan spicymierski, ewangelicy oraz Jan Sierakowski, wojewoda łęczycki, Szymon Szubski, kasztelan wiślicki, Jan Herburt, kasztelan sanocki, Jan Zamojski, starosta bełzki, Stanisław Drojewski, kasztelan przemyski, Wojciech Grzybowski kasztelan śremski, katolicy. Artykuły te podpisano dnia 12 maja 1573, po załagodzeniu pewnych sporów.
Podpisał konfederację warszawską 1573 roku.
Na sejmie konwokacyjnym (na którym ustalano miejsce i czas elekcji nowego Króla oraz ustalano tzw. pacta conventa, czyli umowy, którą szlachta zawierała z elektem) Tomicki został wybrany przez Senat delegatem do zespołu obradującego nad projektem, który miał zagwarantował spokojny przebieg Sejmu elekcyjnego.
Następnie Tomicki był jedną z pierwszych postaci na warszawskim Sejmie elekcyjnym, rozpoczętym dnia 5 kwietnia 1573 r., gdzie początkowo był stronnikiem kandydatury szwedzkiej, urodzonego z Jagiellonki, młodocianego księcia Jana Wazy. Gdy ta kandydatura upadła z powodu jego zbyt młodego wieku oraz gdy wieść o nocy Św. Bartłomieja zachwiała chwilowo stronnikami Henryka Walezego, została wysunięta kandydatura samego Tomickiego na króla Polski. Jednak zrezygnował on z tej propozycji na rzecz potomka z linii królewskiej, jakim była boczna linia Piastów. Ale nie wiadomo, czy opowiadał czy Firlejem, Kostką czy Szafrańcem. Gdy odstąpił od kandydatury Piasta, oświadczył publicznie w Senacie, że czyni to wbrew własnemu zdaniu: nie przekonany dowodami, ale zagłuszony wrzaskiem. Ta zapiska świadczy, że ze zdaniem Tomickiego liczono się w ówczesnym Sejmie i w końcu go przekonano do kandydatury Walezego. Tomicki podpisał elekcję Henryka Walezego (brat Karola IX, króla Francji), a jego podpis na akcie elekcyjnym w liczbie 103 senatorów jest na 43. miejscu, pomiędzy Janem Tenczyńskim, kasztelanem wojnickim, a Andrzejem Dembowskim, kasztelanem sieradzkim.

### Misja poselska Tomickiego po elekta na króla Polski w 1573

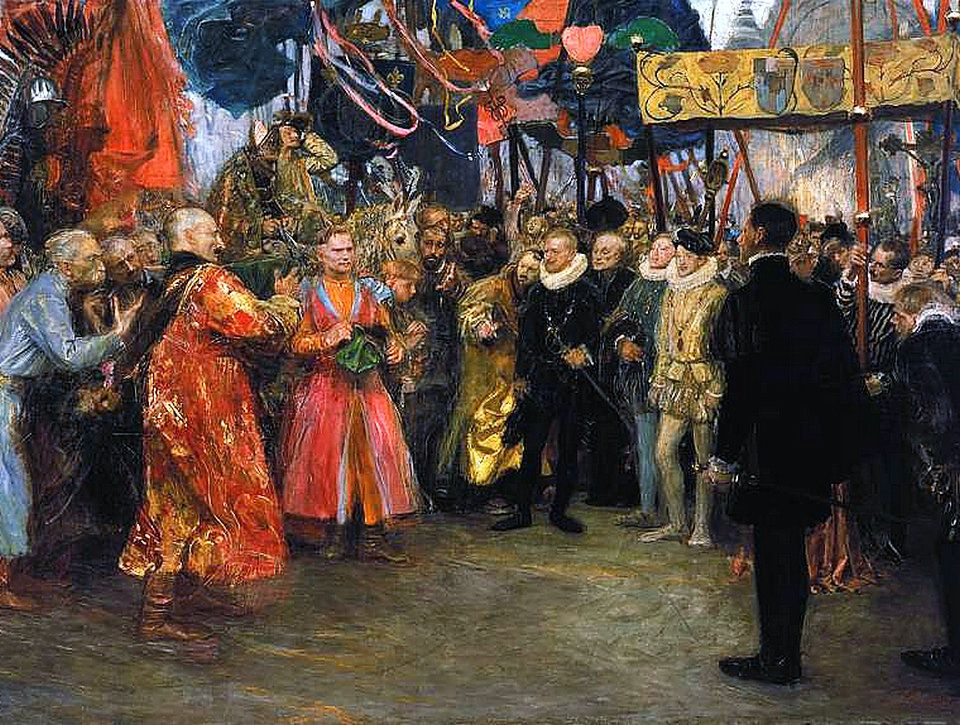
Poselstwo polskie u Henryka Walezego Teodora Axentowicza

Następnie Tomicki faktycznie stanął na czele poselstwa do Paryża po Henryka Walezego (jako jedyny zabrał synów Piotra i Andrzeja, którzy oprócz najstarszego Mikołaja nie byli członkami poselstwa) wraz z Adamem Konarskim, biskupem poznańskim (formalnym przewodniczącym poselstwa), Andrzejem Górką, kasztelanem międzyrzeckim, Janem Herbertem z Felsztyna, kasztelanem sanockim, Stanisławem Kostką, kasztelanem gdańskim, Janem Zamoyskim, starostą bełzkim (późniejszym kanclerzem i hetmanem wielkim koronnym), Mikołajem Firlejem, starostą kazimierskim, Janem Zborowskim, starostą odolanowskim, i Aleksandrem Prońskim. W delegacji wzięło ok. 150 innych osób. Po drodze posłowie 29 lipca byli we Frankfurcie, a 8 sierpnia w Pont-Mousson i wkrótce potem 19 sierpnia 1573 r. w Paryżu, gdzie Tomicki w imieniu poselstwa wygłosił po francusku mowę do elekta. Tomicki dał się poznać tutaj jako osoba odważna bez bojaźni w obliczu króla, bo zdecydowanie poprosił wahającego się Henryka, aby ten złożył przysięgę na postanowienia konfederacji warszawskiej. Tomicki przestrzegał króla, że taka postawa może mu w przyszłości bardzo zaszkodzić. Widząc, jak Henryk traktuje przywileje szlacheckie, wszyscy posłowie za Tomickim nalegali zgodnie na zaprzysiężenie artykułów. Ostatecznie 10 września 1573 Henryk złożył wymaganą przysięgę w katedrze Notre-Dame.
U granic Polski, w Międzyrzecu, króla witała szlachta. Wówczas też doszło do drobnego epizodu: oto król obraził się na Andrzeja Tarnowskiego za to, że miał jakoby pertraktować o tron z Wielkim Księciem Moskiewskim, wbrew zaleceniom Senatu. Z tego powodu król nie zamierzał mu podać, tak jak innym, prawicy do ucałowania. Lecz po wielu naleganiach Tomickiego i Stanisława Kostki, tłumacząc mu niestosowność takiej kary, wymierzonej jednemu ze znaczniejszych panów polskich, co mogłoby wzburzyć ogół braci szlacheckiej, Król się dał przekonać do zmiany decyzji. Na sejmie koronacyjnym Andrzej Tarnowski oczyścił się z tych zarzutów, zdając szczegółowo sprawę z tych wydarzeń przed królem i Senatem. W drodze do Krakowa Tomicki 8 lutego 1574 r. gościł króla w murach swego zamku w Wieruszowie, a następnie wziął udział w uroczystościach koronacyjnych Henryka w Krakowie. Potem przez wiele miesięcy o nim nie słychać, bo rządy króla Tomickiemu nie przypadły do gustu, głównie zapewne za nieobyczajne jego zachowanie.
W 1574 r. Tomicki ostro zaprotestował w sprawie łagodnego wyroku dla Samuela Zborowskiego za zabójstwo Andrzeja Wapowskiego i odmówił przyjęcia urzędu wojewody poznańskiego, co było demonstracją wobec tego wyroku. Ten czyn Tomickiego wobec wpływowego magnata świadczy o jego bezkompromisowym postępowaniu w sprawach wymierzenia sprawiedliwej kary nawet jeżeli to dotyczyło osób wysoko postawionych. Tym bardziej było to znamienne, że ze Zborowskimi Tomickiego często występował w wielu sprawach wagi państwowej. Natomiast sam Samuel Zborowski został skazany tylko na banicję, ale pod groźbą kary śmierci w wyniku powrotu. Po 1578-1579 wrócił do kraju i stanął wraz z innymi członkami swej rodziny na czele opozycji wobec króla Stefana Batorego i Jana Zamojskiego z powodu pomijania ich przy obsadzaniu dostojeństw. Zborowscy knuli zdradę przy wykorzystaniu obcych sił zewnętrznych, a wewnątrz kraju podburzali szlachtę, oskarżając Króla o rządy absolutystyczne. Samuel Zborowski został pochwycony i ścięty w 1584 r. w Krakowie.

### Sejm konwokacyjny w 1574
Dopiero po ucieczce króla Henryka Walezego Tomicki stanął na czele stronnictwa innowierczego na sejmie konwokacyjnym w Warszawie 1574 r. Na posiedzeniu z 30 sierpnia 1574 r. zastanawiano się, czy Polska ma, czy jednak nie ma króla, i w konsekwencji, czy należy przystąpić do wyboru nowego króla. I tu znowu osobowość Tomickiego, wśród ogólnego chaosu różnych zdań, przeważyła szalę. Stronnictwo katolickie z prymasem Uchańskim na czele oświadczyło, że pomimo ucieczki Henryka Polska nie powinna wyrzec się króla i według słów prymasa przyzwoitość i stałość wymaga, aby Polacy bez ważnej przyczyny i lekkomyślnie nie zmieniali sobie króla. Tę końcową część oświadczenia prymasa poparli pierwsi w Senacie Tomicki i Jan Tarło, wojewoda lubelski. Tomicki był zdania, że nie należy ogłaszać bezkrólewia bez wyznaczenia Henrykowi terminu na powrót do Polski. Ponadto Tomicki i Tarło oświadczyli, że od takiego zdania zawsze gotowi by byli odstąpić, gdyby przedstawiono im lepsze argumenty. Za głosem Tomickiego, który przemawiał w tej sprawie, poszedł cały Senat; tylko Siemieński, kasztelan tarnowski, uparcie dowodził, że nastało po prostu bezkrólewie i należy przystąpić do wyboru nowego króla. Wśród Izby Poselskiej były podzielone głosy: od warchoła Abrahama de Zbąski, po umiarkowanego Stanisława de Przyjemski za bezkrólewiem. Dopiero zwołany zjazd w dniu 11 maja 1575 r. w Stężycy stwierdził bezkrólewie, gdy było jasne, że Henryk Walezy do Polski nie wróci.
3 września 1574 r. w trakcie dalszych obrad Tomicki odpowiedział w imieniu Senatu na żądanie posłów izby szlacheckiej, dotyczącej rozpoczęcia śledztwa o zbrodnie popełnione przeciw Rzeczypospolitej. Miał on stanąć na czele specjalnej komisji sejmowej i stosownie do każdego wykroczenia wymierzać karę według prawa pisanego, a jeśli ono jej nie przewiduje, to według z dawna ustalonego zwyczaju, czyli aby w kraju ponad wszelką wątpliwość, spokój panował. Również na tej sesji odpowiedział wraz z Janem Herburtem, kasztelanem sanockim, i Szymonem de Szubski, kasztelanem inowłodzkim, posłom izby szlacheckiej w imieniu Senatu na dwa postawione przez nich pytania: czy prawną jest niniejsza konwokacja (sejm) i czy może ta konwokacja stanowić w nieobecność Litwinów, Prusaków i innych narodów?
Tomicki odpowiedział słowami: konwokacja ta jest prawną i że może ona prawnie obradować i stanowić, jako zwołana przez interrexa prymasa, według prawa pisanego i tradycją ustalonego obyczaju. Litwini przystali na tę konwokację dwoma swymi listami, a gdy Prusacy przybyć na nią nie chcieli, tek przystać na nią muszą. Dodał też, że Senat, aby tem większą moc zapewnić uchwałom konwokacji, obwaruje ją konfederacją i przysięgą Ta z pozoru mało ważna odpowiedź określiła formalnie wcześniej zwyczajowe prawo, że uchwały obowiązują również tych, którzy nie przysłali swych przedstawicieli na zgromadzenie, a więc nieobecnych.
8 września 1574 r., czyniąc zadość przyrzeczeniu o ściganiu przestępców przeciwko Rzeczypospolitej i stojąc na czele specjalnej komisji, Tomicki wystąpił z oskarżeniem przeciwko jednemu z posłów, niejakiemu Warszewickiemu. o zbrodnię popełnioną wobec Senatu i Izby Poselskiej. Jednak to oskarżenie wywołało tak duże wzburzenie między posłami i senatorami, że tego dnia już nie rozpatrzono innych spraw, a posiedzenie przerwano. Po śmierci Tomickiego ta komisja już więcej nie podjęła swej działalności i umarła śmiercią naturalną. Na tym sejmie Tomicki dokonał również reformy sądownictwa, wprowadzając po raz pierwszy w Polsce zasadę apelacji, która była jednym z postulatów szlacheckiego programu reform.

### Zjazd szlachty (sejmik) w Środzie
W końcu września 1574 r. Tomicki wziął udział w zjeździe szlachty wielkopolskiej w Środzie, gdzie oświadczył, iż obszernie przedstawił Senatowi o przygotowaniach do wojny ze strony książąt pomorskich, szykujących najazd na Polskę. Na tym zjeździe bez ogródek przestrzega zebraną szlachtą słowami owe niebezpieczeństwo granic z dniem każdym jeno się wzmaga i że wobec tego, co się dzieje w kraju, żałuje szczerze, że na konwokacji nie przystał na stronę posłów ziemskich i nie głosował za bezkrólewiem. Na tym zjeździe Tomicki stoczył ciężką batalię w obronie reformy sądownictwa, której był autorem, i według słów potomnych: pociągnął wszystkich swem rozumowaniem i wymową, tak, że zasiadający w sądzie natychmiast złożyli przysięgę, że będą sądzić słusznie i sprawiedliwie i tę reformę obronił. Tomickiego z zaciekłością (w sprawie reformy sądowniczej) atakował Abraham Zbąski (zapewne z przekory, bo był osobistym wrogiem Tomickiego), według potomnych w sposób zgoła anarchistyczny, oraz Świętosław Orzelski, który w bardziej wyważony sposób przestrzegał, że to może wpłynąć na osłabienie jedności państwa i poderwać autorytet władzy królewskiej.
Tomicki działał czynnie na polu ustalania sądownictwa ziemskiego i sejmikowego, a w ogólności całej procedury sądowej. Uważał, że tylko prawo szanowane przez wszystkich i stosowane do wszystkich wedle zasad moralno-prawnych i sprawiedliwości zdolne jest utrzymać ład w Rzeczypospolitej. Dlatego tak usilnie w całej Wielkopolsce zabiegał o ustanowienie regularnych sądów. Również i na sejmiku średzkim Tomicki został wyznaczony wraz z sędzią kaliskim Dobrogostem de Potworowski do ułożenia projektu jednolitego sądownictwa wiecowego.

### Śmierć Tomickiego
W styczniu 1575 r. Tomicki wybierał się na sesję sądową do Kaliszu, która miała się tam rozpocząć 31 stycznia 1575 r., gdy według słów Świętosława Orzelskiego (zwolennika Tomickiego): los nieprzyjazny Polsce pozbawił ją tego znakomitego męża, nasławszy nań nagłą a śmiertelną chorobę.
Tomicki zmarł w styczniu 1575 r. w Poznaniu, wracając przed śmiercią do Kościoła katolickiego, od którego się oddalił raczej dla niezależności poglądów politycznych niż wątpliwości religijnych. W swej działalności na niwie państwowej wzorował się na swym stryju Piotrze Tomickim, podkanclerzu koronnym za króla Zygmunta I Starego. Tak jak on kierował się dewizą że: 
bogactwo Tomickiego, nie było bogactwem Tomickiego, tylko bogactwem wdów i sierot, ubogich kapłanów i młodzi uczącej czy po prostu obywateli kraju.
Tomicki w tym okresie był nieformalnym przywódcą ruchu egzekucyjnego i reformy państwa, a zarazem dzięki swej postawie i autorytetowi przywódcą ruchu szlacheckiego w swej większości. Świadczy o tym wysunięcie kandydatury Tomickiego przez szlachtę na króla podczas elekcji w 1573 r. Po śmierci Tomickiego w 1575 r. na czoło ruchu szlacheckiego wysunął się Jan Zamojski, reprezentujący tak jak Tomicki, politykę anty-habsburską i reformy ustroju państwa. To właśnie Jan Zamojski przyczynił się do wyboru na Króla Polski Stefana Batorego, księcia siedmiogrodzkiego, i to pod jego wpływem został utworzony w 1578 r. Trybunał Koronny, a w 1581 r. Trybunał Litewski, o co zabiegał wcześniej w ramach reformy sądownictwa Tomicki. W rezultacie wyrosła fortuna rodziny Zamojskich, Jan Zamojski otrzymał od Stefana Batorego najwyższe godności państwowe, czyli godność hetmana wielkiego koronnego, kanclerza i starosty krakowskiego. Jego żoną została bratanica króla, Gryzelda.
Cała szlachta płakać miała po nim, jak po ojcu ojczyzny i praw. Tomicki pisał dużo listów, ale zachował się tylko jeden, adresowany do kardynała Hozjusza. Według słów Stanisława Brzezińskiego: List ten z 22 III 1564 oprócz tradycyjnie jeszcze łacińskiego nagłówka, jest pisany po polsku bardzo wprawną i szybką ręką, charakterem szerokim, niewyraźnym, pochyłym w prawo, o zupełnie nowoczesnym zacięciu we wzajemnym wiązaniu liter, zawadiacko z fantazją. Dowodzi on, że pan kasztelan gnieźnieński liczną prowadził korespondencję i na napisanie takiego listu nie wiele czasu zużywał, a może i po kilka takich dziennie wysyłał.
Jak pisał Świętosław Orzelski: do takiego stopnia Boga i Ojczyznę swoją miłował, że dla niej poświęcił wielką fortunę, jaką mógłby był zgromadzić, gdyby przy swej rządności o to cośkolwiek dbał.

## Źródła pośrednie dotyczące Jana Tomickiego
- Pamiętniki biblioteki Kórnickiej
- Miesięcznik heraldyczny z 12.1933 r.
- Małopolska reprezentacja sejmowa za czasów Zygmunta Augusta, J. Kaniewska z 1974 r.
- Drugi akt konfederacji warszawskiej, J. Siemieński z 1930 r.
- Słownik Geograficzny Królestwa Polskiego